# الديناميكا الحرارية للحمض النووي
الديناميكا الحرارية للحمض النووي هي دراسة لكيفية تأثير درجة الحرارة على بِنية الحمض النووي الدنا المزدوج (dsDNA). تُعرَّف درجة حرارة الانصهار (Tm) بأنها درجة الحرارة التي يكون عندها نصف سلاسل الدنا في حالة الملف العشوائي أو الحالة المنفردة (ssDNA). تعتمد Tm على طول جزيء الدنا وتسلسل النيوكليوتيدات الخاص به. عندما تكون سلسلتي الدنا في حالة انفصال (بمعنى أن جزيء dsDNA موجود كخيطين مستقلين) فإن جزيء الدنا في هذه الحالة يكون قد حدث له تمسُّخ بفعل درجة الحرارة المرتفعة.

## مفاهيم

### التهجين
التهجين هو عملية تأسيس تفاعل غير تساهمي، بتسلسل محدد بين اثنين أو أكثر من السلاسل المتممة للأحماض النووية في مركب واحد، بحيث تكون كل سلسلتين على شكل لولب مزدوج. يرتبط قليل النيوكليوتيد أو الدنا أو الحمض النووي الريبوزي بمكمله في ظل ظروف طبيعية، لذلك فإن سلسلتين متكاملتين تمامًا سترتبطان ببعضهما البعض بسهولة. من أجل تقليل التنوع والحصول على أكثر المركبات المفضلة حيوية، يتم استخدام تقنية تسمى الصلب (أي جعل سلسلتي دنا منفرد (ssDNA) تتحد لتعطي جزيء دنا مزدوج (dsDNA) في الممارسة المخبرية. ومع ذلك، نظرًا للهندسة الجزيئية المختلفة للنيوكليوتيدات، فإن عدم تناسق واحد بين السلسلتين سيجعل الربط بينهما أقل ملاءمة بشكل كبير.
قياس تأثيرات عدم التوافق في القواعد النيتروجينية من خلال تحديد درجة الحرارة التي تتحد أو تلتحم عندها السلاسل يمكن أن يوفر معلومات حول التشابه في تسلسل القاعدة النووية بين الطبقتين الملتحمتين. يمكن فصل المركبات بالتسخين الحراري، والذي يشار إليه أيضًا بالتمسُّخ. في حالة عدم وجود عوامل سلبية خارجية، يمكن تكرار عملية التهجين والانصهار على التوالي بعدد غير محدد من المرات، مما يمهد الطريق لتفاعل سلسلة البلمرة. وكما هو شائع، تتشكل أزواج القواعد النووية A=T و G≡C، وتكون الأخيرة أكثر استقراراً.

### الالتحام
الالتحام (بالإنجليزية: Annealing)، في علم الوراثة، يعني ترابط سلاسل دنا أو رنا متكاملة عبر روابط هيدروجينية لتشكيل لولب مزدوج عديد النوكليوتيد. قبل أن يحدث الالتحام، قد تحتاج إحدى السلسلتين إلى الفسفرة بواسطة إنزيم مثل الكيناز للسماح بالترابط الهيدروجيني المناسب. غالباً ما يستخدم مصطلح «الالتحام» لوصف ارتباط مسبار التهجين، أو ارتباط جزيء الحمض النووي المُشرِّع بسلسلة دنا أثناء تفاعل البوليميراز المتسلسل. يستخدم المصطلح أيضًا في كثير من الأحيان لوصف الإصلاح (إعادة التهيئة) للسلاسل التكميلية العكسية التي تم فصلها عن طريق الحرارة (التشويه الحراري). يمكن للبروتينات مثل RAD52 أن تساعد في تقوية الحمض النووي. إن تقوية حمض الدنا هي خطوة أساسية في مسار إعادة التركيب المتماثل. على وجه الخصوص، خلال الانقسام المنصف، فإن التخليق المعتمد على سلسلتي الصلب أو الالتحام، هو الطريقة الرئيسية لإعادة التركيب المتماثل.

### التكدس
| الخطوة   | ذوبان ΔG°37 (كيلو كالوري/مول) |
| -------- | ----------------------------- |
| TA       | -0.12                         |
| TG أو CA | -0.78                         |
| CG       | -1.44                         |
| AG أو CT | -1.29                         |
| AA أو TT | -1.04                         |
| في       | -1.27                         |
| GA أو TC | -1.66                         |
| CC أو GG | -1.97                         |
| AC أو GT | -2.04                         |
| GC       | -2.70                         |

التراص أو التكدس (بالإنجليزية: Stacking)، هو تفاعل الاستقرار بين الأسطح المسطحة للقواعد النيتروجينية المتجاورة. يمكن أن يحدث التراص مع أي وجه للقاعدة النيتروجينينية، أي 5 '-5' ، 3'-3 '، والعكس صحيح.
يساهم التراص في جزيئات الحمض النووي «الحرة» بشكل أساسي في القوة الجزيئية، وتحديداً الجذب الكهربائي بين الحلقات العطرية، وهي عملية تُعرف أيضًا باسم pi stacking . بالنسبة للأنظمة البيولوجية التي يعمل فيها الماء كمذيب، يساهم تأثيرالكاره للماء في تكوين اللولب. التراص هو عامل التثبيت الرئيسي في تسلسل الدنا المزدوج.
- نقطة الانصهار
- البادئ (البيولوجيا الجزيئية) لحسابات T m
- زوج قاعدي
- دنا متمم
- لطخة ويسترن
- انتقال الحمض النووي عن بعد

## روابط خارجية
- حسابات Tm في OligoAnalyzer - تقنيات DNA المتكاملة
- حسابات الديناميكا الحرارية للحمض النووي - Tm، ملف الذوبان، عدم التطابق، حسابات الطاقة المجانية
- حساب Tm - بواسطة bioPHP.org.
- https://web.archive.org/web/20080516194508/http://www.promega.com/biomath/calc11.htm#disc
- حساب Invitrogen T m
- برنامج AnnHyb مفتوح المصدر لحساب Tm باستخدام أسلوب أقرب جار
- الملاحظات التقنية سيجما الدريتش
- حساب Primer3
- «اكتشاف الهجين الحلزون وأول تهجين الحمض النووي الريبي» ألكسندر ريتش
- uMelt: ذوبان منحنى التنبؤ
- أداة TM
- أقرب قاعدة بيانات الجار: يوفر وصفًا لتفاعل RNA-RNA مع أقرب المعلمات المجاورة وأمثلة لاستخدامها.